# Björneborgs LNG-terminal
Björneborgs LNG-terminal är en finländsk hamnterminal för mottagning och distribution av flytande naturgas i Björneborgs hamn.
Björneborgs LNG-terminal anlades av Gasum 2016 som Finlands första LNG-terminal. Investeringen finansierades delvis genom bidrag från den finländska staten.
Terminalen har en lagringskapacitet på 30 000 m³ i en tank som är 35 meter hög och har en diameter på 42 meter.